# Boulevard Saint-Michel
Il Boulevard Saint-Michel è uno dei due boulevard principali, assieme al Boulevard Saint-Germain, del quartiere latino, sulla rive gauche della Senna a Parigi.

## Descrizione
Fa da confine tra il V arrondissement (a est) e il VI arrondissement (a ovest).
È un grande viale alberato lungo ca. 1400 metri e largo 30, che corre in direzione nord-sud. Parte dal Pont Saint-Michel sulla Senna, attraversa il Boulevard Saint-Germain, fiancheggia il Musée Cluny, il Giardino del Lussemburgo e la Sorbona, e termina nella Place Ernest Denis, nei pressi del Boulevard de Port Royal.

## Storia

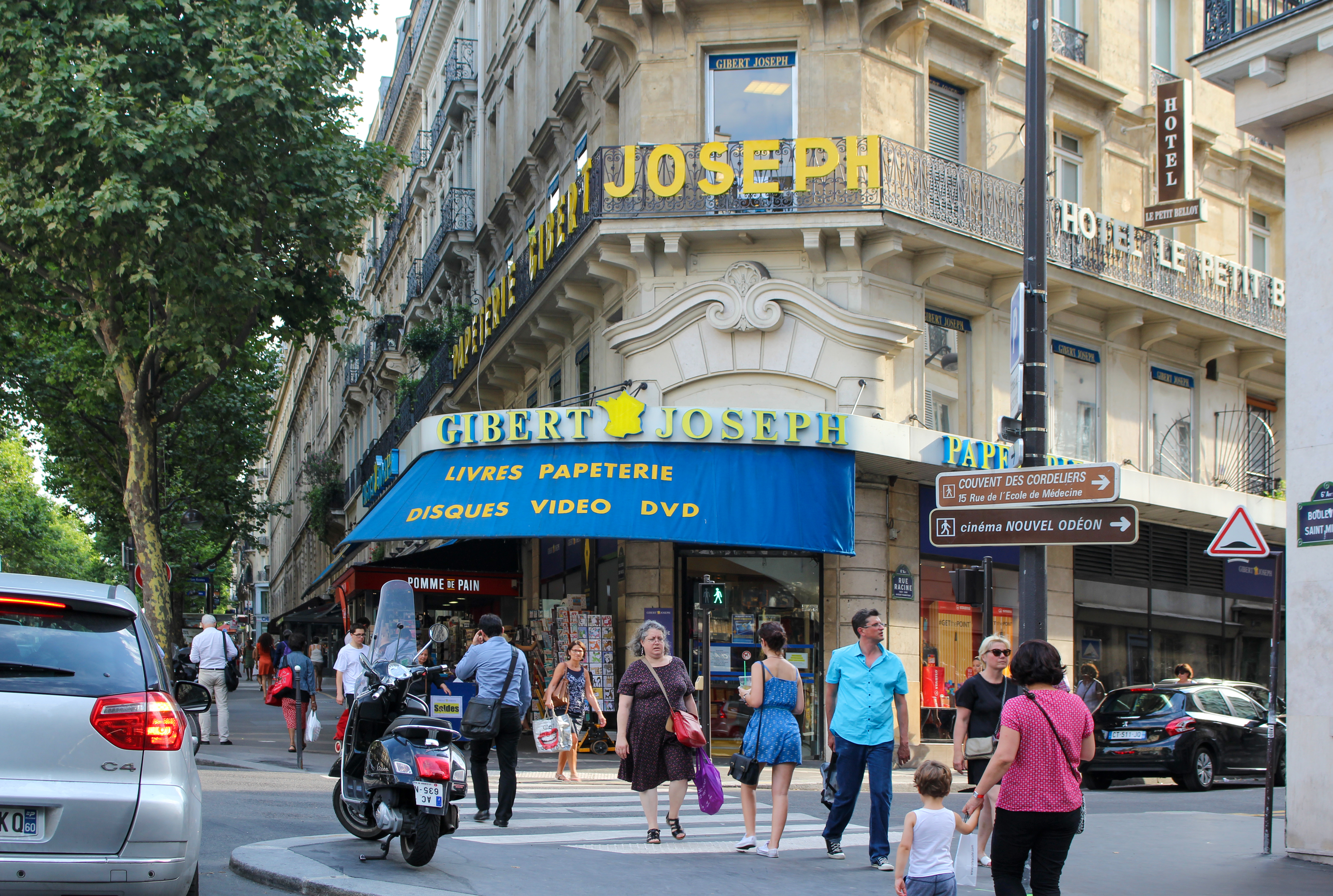
La libreria della catena Gibert Joseph su Boulevard Saint-Michel

Fu costruito nel XIX secolo dal barone Haussmann, che voleva realizzare un nuovo grande asse viario nord-sud di Parigi. I lavori iniziarono nel 1860 e terminarono dopo tre anni. Inizialmente si chiamava Boulevard de Sébastopole, poi cambiò nome con quello attuale nel 1867.
Trovandosi nelle vicinanze della Sorbona e di altri istituti scolastici, il viale è stato spesso al centro di manifestazioni di protesta studentesche. In maggio 1968 il Boul'Mich, come viene chiamato dagli studenti, fu uno dei principali luoghi di scontro tra la polizia e gli studenti. Per più di un mese rimase chiuso al traffico dalle barricate e dai furgoni della polizia.

## Trasporti
Il Boulevard Saint-Michel è servito da due stazioni del Metro e due del RER:
- Saint-Michel - linea 4 (sul lato nord della Place Saint-Michel)
- Cluny - La Sorbonne - linea 10 (all'intersezione col Boulevard Saint-Germain)
- Luxembourg - RER (di fronte al Giardino del Lussemburgo)
- Port Royal - RER (all'intersezione col Boulevard de Port Royal)